# إل فيرجر
[http:https://geohack.toolforge.org/geohack.php?language=ar&pagename=%D8%A5%D9%84_%D9%81%D9%8A%D8%B1%D8%AC%D8%B1&params=38_50_34_N_0_00_34_E_{{{9}}}  38°50′34″N, 0°00′34″E]

موقع البلدية

بلدية إل فيرجر (بالإسبانية: El Verger)‏, هي بلدية تقع في مقاطعة اليكانتي. جنوب شرق إسبانيا. يبلغ عدد سكانها 4.839 نسمة.

## معرض صور

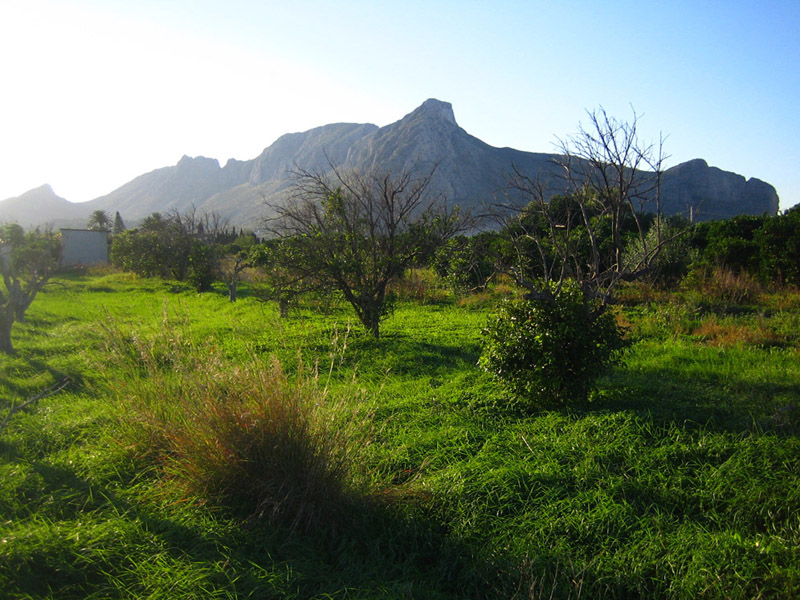
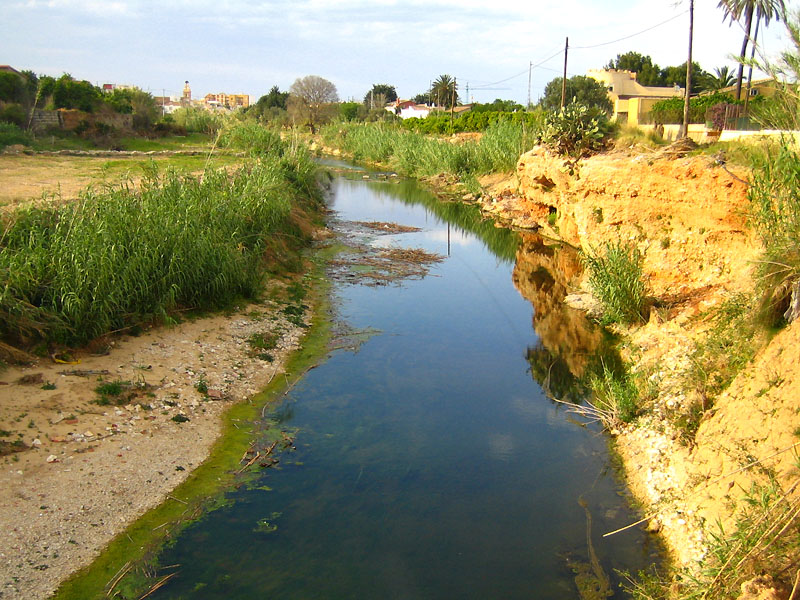
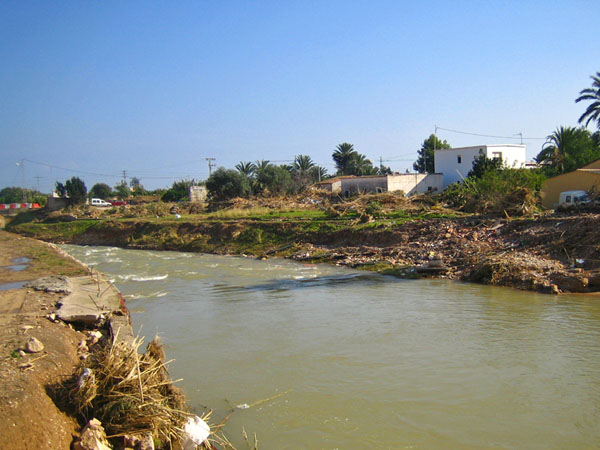
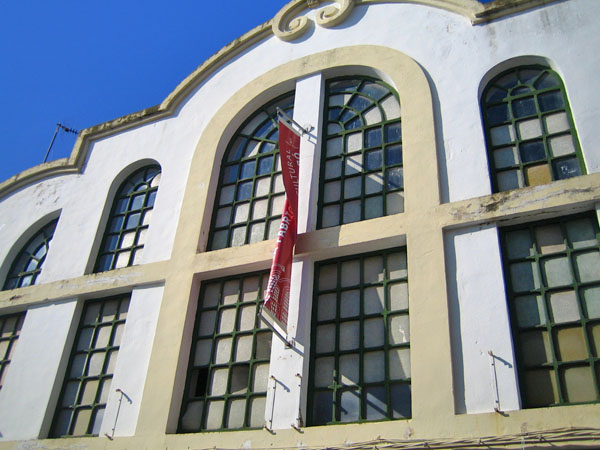
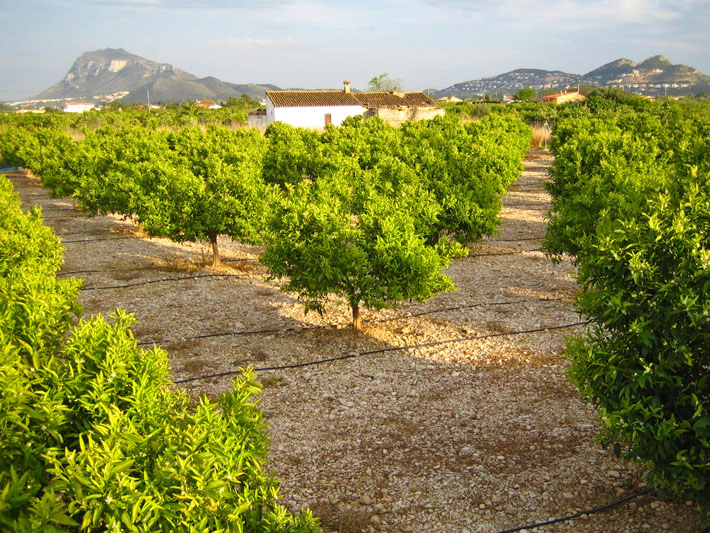

## وصلات خارجية
- (بالإسبانية)